# 카노사산니타
카노사산니타(이탈리아어: Canosa Sannita)는 이탈리아 아브루초주 키에티도에 있는 코무네이다.